# Teodor Angelos
Teodor Angelos grec. Θεόδωρος Ἄγγελος, Theodōros Angelos, zm. 1299) – władca Tesalii w latach 1289-1299.

## Życiorys
Był trzecim synem Jana I Angelosa. Objął wspólne rządy nad Tesalią wraz z bratem Konstantynem po śmierci ojca w 1289 roku. Początkowo regencję w imieniu jego i brata sprawowała Anna Paleologina Kantakuzena. W 1295 roku otrzymał tytuł sewastokratora. Planował poślubić księżniczkę ormiańską Teofano (projekt upadł). Zmarł w 1299 roku.